# Colt Detective Special
Colt Detective Special — американский шестизарядный револьвер двойного действия «курносого» типа (с характерным дизайном ствола и мушки), модификация револьвера Colt Police Positive Special с коротким стволом. Производился оружейной компанией Colt’s Manufacturing Company с 1927 года, использовался сотрудниками правоохранительных органов США в качестве карманного оружия, легко прячущегося под одеждой. Его рамка, унаследованная от базовой модели и получившая в 1950-е годы буквенный индекс «D», меньше чем у шестизарядных револьверов Smith-Wesson на рамке «K», но больше чем у пятизарядных на рамке «J». Из-за забастовок на предприятии и угрозы банкротства производство оружия было приостановлено в 1987 году, возобновившись спустя 6 лет, а окончательно прекратилось в 2000 году.

## Разработка прототипа

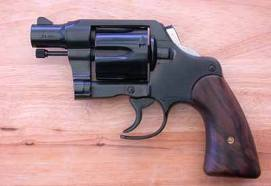
Револьвер Fitz Special, прототип Colt Detective Special

Предшественником серии Detective Special является револьвер Colt Police Positive Special под патрон .38 Special, имевший компактную рамку. Джон Генри Фитцджеральд (англ. John Henry Fitzgerald), работавший в компании Colt Firearms в 1918—1944 годах, в 1920-е годы разработал концепт короткоствольного «курносого» револьвера, представлявшего модификацию Police Positive Special: она заключалась в укорачивании ствола до 2 дюймов (около 51 мм), укорачивании рукоятки с закруглением острых углов снизу, удалении спицы курка и передней части спусковой скобы. Благодаря изменённому виду ударника и рукояти оружие можно было легко спрятать под пиджаком, а вероятность его обнаружения при обыске сводилась к минимуму; отсутствие спицы курка позволяло достать оружие без риска зацепиться за одежду, а отсутствие спусковой скобы позволяло легче нажимать на спусковой крючок не только людям, у которых были длинные и толстые пальцы рук, но и тем, кто носил перчатки.
Для заряжания оружия или перезарядки барабан в револьверах Detective Special откидывается влево, вращение барабана осуществляется по часовой стрелке. При выстреле он блокируется с помощью взаимодействия выступа фиксатора барабана с небольшими продольными выемками на поверхности барабана. Для снижения массы барабана на нём выполнены шесть крупных выемок, проходящих горизонтально по его поверхности между каморами. Защёлка барабана размещена в продольном пазе съёмной стенки на левой стороне тыльной части рамки, позади барабана; блокировка производится стержневым фиксатором, входящим через отверстие в задней стенке окна рамки в центральное отверстие экстрактора, размещающегося в центре барабана. Для откидывания барабана необходимо потянуть его защёлку назад за её выступ большим пальцем. Удаление стреляных гильз или патронов из камор барабана осуществляется экстрактором, действующим от руки.
Конструкция Detective Special позволяла относить его к тем видам револьверов, которые «предлагают больше, чем просто шесть пуль для защиты». По разным оценкам, число произведённых экземпляров Fitz Special варьируется от 40 до 200: в основном к подобным револьверам относились переделки из разных револьверов производства Colt (в том числе Colt New Service и Colt Police Positive). Fitz Special стал предшественником серии короткоствольных револьверов и собственно прототипом револьвера Colt Detective Special с двухдюймовым стволом. Но и после начала выпуска Detective Special в 1927 году производство Fitz продолжалось уже на заказ.

## Производство

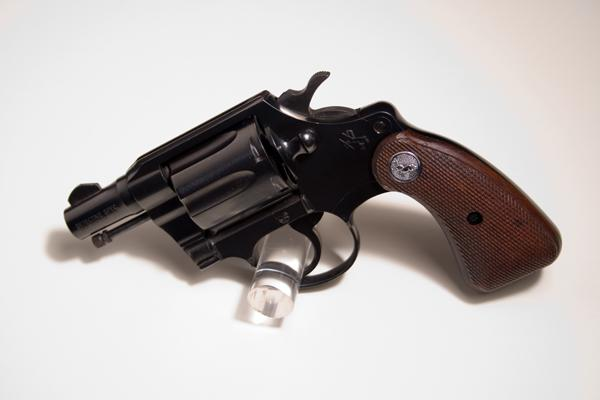
Colt Detective Special образца 1960 года

Компания Colt была впечатлена результатами работы над Fitz Special и решила запустить в производство револьвер менее радикального внешнего вида — Detective Special, представлявший собой укороченный и упрощённый в некотором роде револьвер Colt Police Positive Special. Производство нового оружия шло с 1927 года, когда начался выпуск самой первой модели револьверов, и продолжалось вплоть до 1995 года. Насчитывается несколько версий, которые известны как «серии», «модели» или «варианты». Револьверы Detective Special изготавливались только из оружейной высококачественной стали; поверхности в довоенных моделях обрабатывались сатинированием (вид шлифования), за счёт чего сталь приобретала «лощёный» или «атласный» вид, а уже затем наносилось голубое воронение (нередко использовалось и никелирование). В послевоенные годы поверхности обрабатывались зеркальным полированием с последующим нанесением чёрного воронения.
Некоторыми оружейными специалистами выделяются всего четыре основных модели револьвера. Однако это является весьма обобщённой классификацией и противоречит принятой у коллекционеров классификации по восьми подобным моделям. Точное определение модели револьвера возможно благодаря серийному номеру экземпляра. Для упрощения работы историкам и любителям оружия компания выложила в свободный доступ список моделей револьверов Detective Special по годам выпуска и их серийных номеров вплоть до 1978 года выпуска, также есть возможность личного обращения владельцев оружия в архивный департамент компании для получения информации по экземплярам.

### Первая модель (1927—1933)
Производство первой модели (англ. the first model) шло в 1927—1933 годах. Для подобных револьверов характерными были короткая ось экстрактора, перекрестная насечка на тыльном выступе фиксатора барабана, спице курка и передней поверхности спускового крючка (эти насечки появлялись и на последующих моделях), а также цилиндрические стволы, не скрывавшие ось экстрактора. Ствол прикреплялся к рамке револьвера с помощью резьбы. Прицельными приспособлениями были целик (продольный паз в верхней части рамки) и мушка как часть ствола, выполняемая отдельно в форме полумесяца (англ. half-moon) и соединялась со стволом с помощью высокотемпературной пайки. Ударно-спусковой механизм — куркового типа, двойного действия (с открытым расположением курка), боёк размещался в курке, на курок воздействовала пластинчатая двупёрая пружина. При нажатии на спусковой крючок курок отходил назад, а блокирующая его предохранительная тяга опускалась вниз, позволяя бойку нанести удар по капсюлю патрона и инициировать выстрел. После каждого выстрела курок отскакивал немного назад: таким образом, в УСМ был отбой курка, благодаря которому курок не сдвигался вперёд после отскока под внешним воздействием.
С момента начала производства в револьвере использовался специальный предохранитель стандарта Colt’s Positive Safety Lock, впервые внедрённый в Colt Police Positive Special. Если курок находится в переднем положении, то между ним и рамкой располагается предохранительная тяга, не позволяющая сдвинуть курок вперёд: чтобы выстрелить, необходимо либо нажать на спусковой крючок, полностью «выбрав» его ход, или взвести курок вручную и затем уже нажать на спуск. В первом случае (самовзвод) курок отойдёт назад под действием выступа спускового крючка, а во втором случае курок отойдёт назад, пока шептало не зайдёт за его боевой взвод. При взведении курка или нажатии спускового крючка тяга смещается вниз. В момент срыва курка предохранительная тяга будет находиться в нижнем положении и позволит курку инициировать капсюль. Подобный механизм исключает случайный выстрел при случайном спускании курка, которое может быть вызвано падением револьвера.
Рамка револьверов первой модели имела узкую рукоятку трапециевидной формы, как у Colt Police Positive Special, с острыми передним и задним торцами. На боковых поверхностях верхних частей деревянных щёчек ставились медальоны (изначально серебряные, позже золотые) с изображением символа компании — встающего на дыбы жеребёнка. Расстояние между рукояткой и предохранительной скобой спускового крючка было небольшим: задняя часть спусковой скобы постоянно врезалась в средний палец удерживающей оружие руки, что вызывало неудобства при стрельбе, и их удалось свести к минимуму только в последующих моделях.
Одним из ранних вариантов Detective Special был револьвер типа Colt Banker's Special. Он производился с 1928 года под патроны .38 S&W (он же .38 Colt New Police) и .22 Long Rifle. Количество произведённых экземпляров было небольшим (особенно под патрон .22 Long Rifle). Револьвер Banker's Special был основным оружием сотрудников почтовой службы, особенно во время Второй мировой войны. В разгар войны производство прекратилось и более не возобновлялось.

### Вторая модель (1933—1947)
Револьверы, произведённые в 1933—1947 годах, относятся к так называемой второй модели (англ. the second model). В 1933 года появилась новая рукоять типа «round butt» (букв. с англ. — «круглозадая») с новыми щёчками и закруглёнными торцами, хотя до 1950-х годов производились револьверы Detective Special с рукояткой старого вида. Револьверы изготавливались под патроны .32 New Police и .38 New Police: длина ствола составляла 51 мм (2 дюйма) при длине оружия 171 мм, хотя также выпускалась модификация со стволом длиной 76 мм (3 дюйма) и соответствующим удлинённым стержнем-экстрактором. Стоимость подобного оружия в стандартном исполнении составляет от 300 до 600 долларов в США.

### Третья модель (1947—1966)

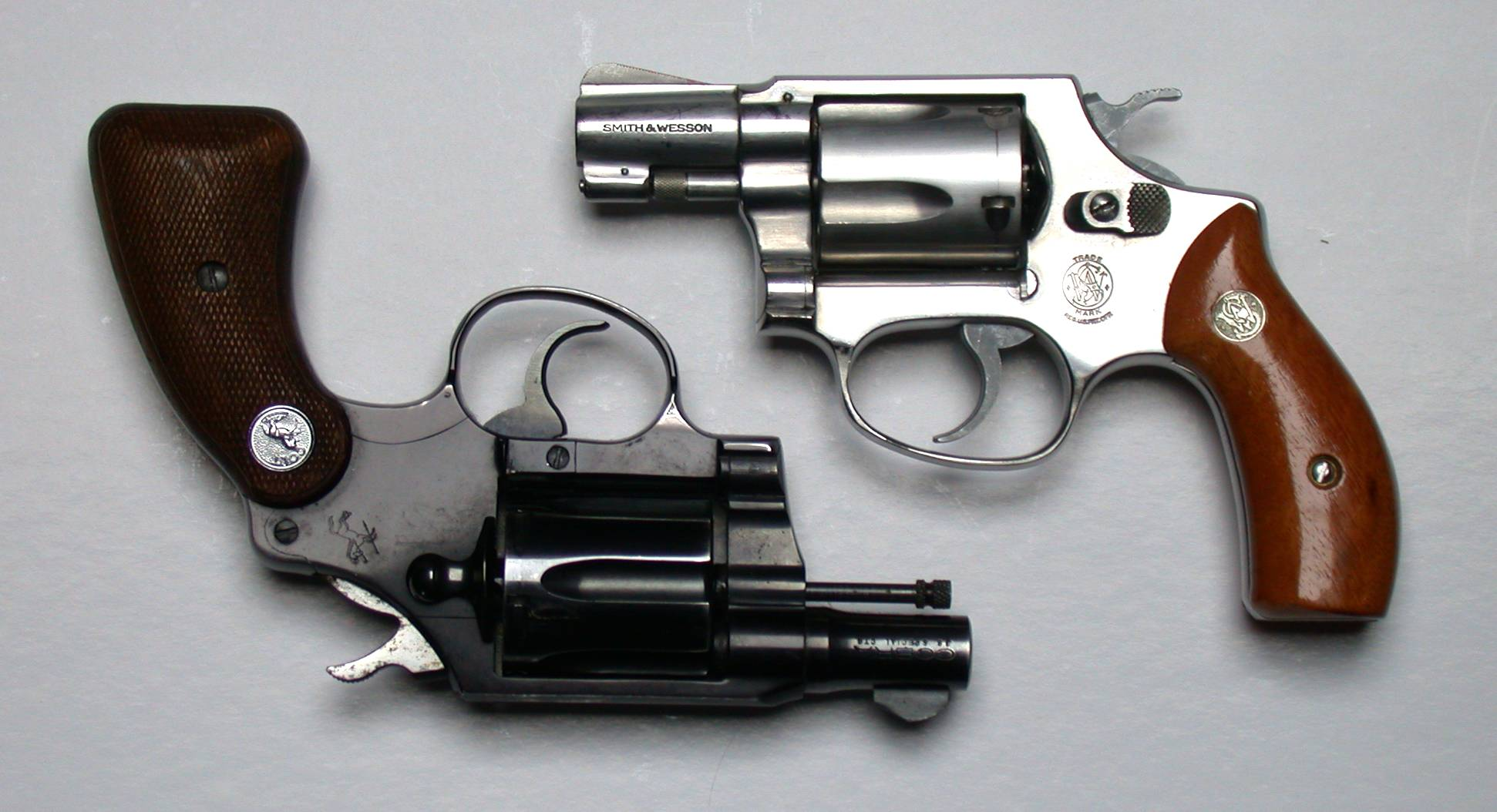
Револьверы Colt Detective Special и Smith & Wesson Model 36: сопоставление

Производство третьей модели (англ. the third model) шло в 1947—1966 годы. Считается, что переход производства на эту модель был более постепенным: на некоторых револьверах послевоенных лет оставались всё ещё укороченные стержни-экстракторы и курки с крестовой насечкой на головке. Для этих револьверов были характерными мушка со скосом в верхней тыльной части вместо мушки в формы полумесяца и зеркальное полирование поверхности с последующим нанесением чёрного воронения (вместо сатинирования или голубого воронения). В 1954—1955 годах появились пластиковые щёчки рукоятки, хотя деревянные щёчки оставались на рынке.

### Четвёртая модель (1966—1972)
В 1966 году вышла четвёртая модель (англ. the fourth model), которая выпускалась до 1972 года. Для неё характерными были не только удлинённый до 3 дюймов (76 мм) ствол, но и гладкий фиксатор барабана и головка курка с параллельной насечкой: для курка также продавался чехол, скрывавший признаки его присутствия под одеждой. Главным признаком четвёртой модели стала укороченная рукоять, что сделало револьвер похожим по форме на Cobra и Agent, однако с помощью длинных деревянных щёчек, закрывавших нижнюю часть рукоятки, при необходимости можно было увеличить длину. По оценке некоторых стрелков, при такой рамке сохранялась вероятность травмирования среднего пальца во время выстрела в момент отдачи, как и в первых моделях. Для такого револьвера стала выпускаться рукоятка-спейсер типа Tyler-T, известная также как Grip Adapter (с англ. — «рукояточная переходная муфта»): она представляла собой изогнутую вставку, помещавшуюся в верхнюю часть пространства между передней поверхностью рукоятки и спусковой скобой, и позже стала использоваться с револьверами других производителей.

### Пятая модель (1972—1987)

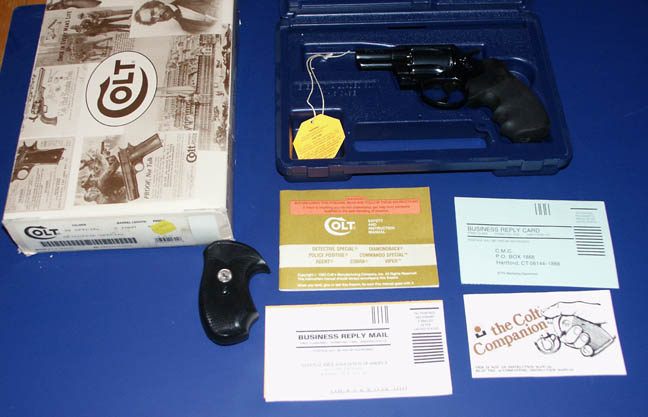
Colt Detective Special с инструкцией и щёчками

Револьверы пятой модели (англ. the fifth model) выпускались в 1972—1987 годах. На оружии появился массивный кожух оси экстрактора, скрывавший и защищавший её от повреждений со всех сторон. Мушка обрела другую форму: пологая верхняя грань начиналась от соединения ствола с рамкой, а передний край совпадал с краем дульного среза ствола. От прежних щёчек отказались в пользу полностью оборачивающих (закрывавших стальную рукоятку со всех сторон). Стволы изготавливались уже из цельной стальной заготовки вместе с мушкой и кожухом как единая деталь. Поверхность обрабатывалась воронением или никелированием, причём в начале 1980-х появилось новое никелированное покрытие типа «Coltguard», которое получалось методом химического восстановления. В этой же модели появилась возможность использовать патроны повышенного давления +P с настрелом до 3000 патронов (была специально усилена рамка) и обязательной последующей технической проверкой оружия
В нижней части ствола перед стержнем экстрактора гильз устанавливался также выступ фиксатора барабана, который защищал ось экстрактора и барабан от непреднамеренных воздействий; также в револьверах этой модели был обновлённый ударно-спусковой механизм. В 1984—1985 была выпущена ещё одна модель с обработкой поверхностей фосфатированием, получившая название Colt Commando Special (чтобы не путать с аналогичной версией Colt Official Police времён Второй мировой войны). Он производился в 1984—1986 годах под патрон .38 Special и был на 15 грамм тяжелее. В 1987 году из-за конфликта производителя с профсоюзом и четырёхлетней забастовки производство револьверов прекратилось, и само производство многих образцов оружия начало сворачиваться.

### Банкротство. Шестая модель (1993—1996)

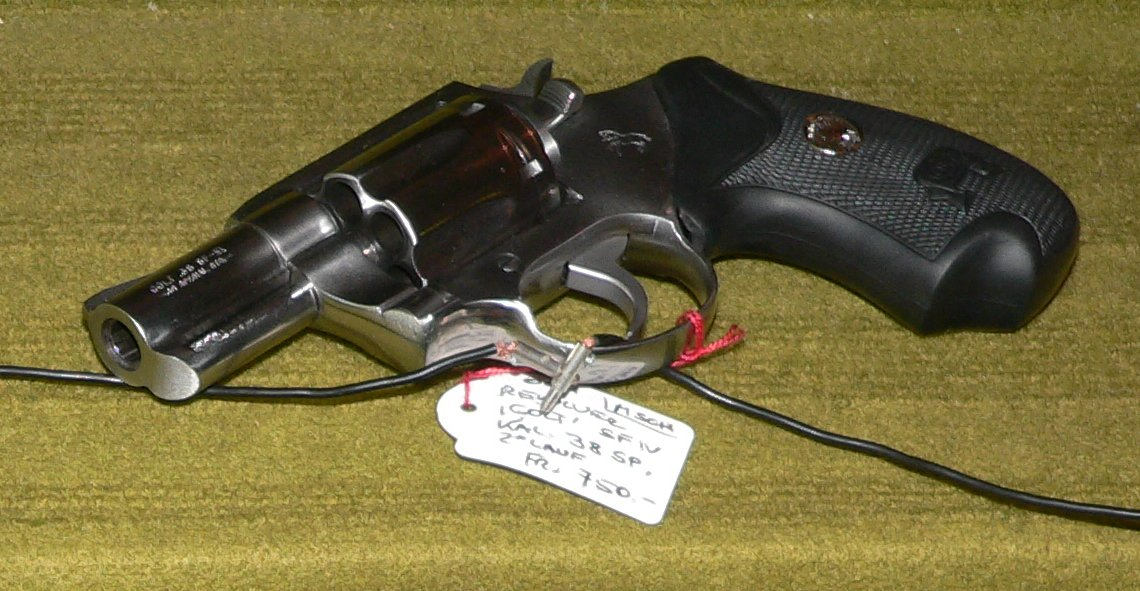
Colt SF-VI из нержавеющей стали

В 1992 году руководство Colt начало процедуру защиты от банкротства. Только в 1993 году удалось возобновить производство оружия: револьверы выпускались исключительно из оружейной стали с обработкой поверхностей атласным голубым воронением, хотя были модели, выполненные в воронёном или толстом хромовом покрытии. Эти модели также снабжались пластиковыми оборачивающими рукоятками Pachmayr с фирменными золотыми медальонами Colt по обеим сторонам.
В 1995 году появилась новая модель под патрон .38 Special под названием SF-VI (Small Frame Six Shot) из нержавеющей стали как замена прежнему Detective Special. От старых образцов он отличался укороченной мушкой и изменённой головкой оси экстрактора (без проточки), а также увеличенным выступом фиксатора барабана с вертикальной насечкой на его передней поверхности. Револьвер изначально создавался для возможности стрельбы мощными патронами +P. Ударник в нём размещался в рамке, а не в курке: курок воздействовал на ударник только через предохранительную передаточную тягу, поднимавшуюся при взведении курка. Использовалась пластинчатая двупёрая боевая пружина, которая была менее жёсткой и обеспечивала более мягкое взведение курка вручную или самовзводом, что повышало точность стрельбы (револьвер меньше дёргался в руке от затрачиваемых усилий). Также изменился механизм предохранителя в виде появления передаточного блока (как у Colt Trooper Mk III и Colt King Cobra). Новая пружина обеспечивала наименьшее усилие спуска в режиме самовзвода среди всех револьверов Colt, когда-либо выпускавшихся, но это приводило к возникновению проблем с надёжностью. Производитель произвёл оперативную замену пружин спускового крючка, сохранив при этом плавность хода и работу спуска, которая была намного лучше довоенных образцов.
Производство этих револьверов велось до 1996 года: выпускался редкий вариант со 102-мм стволом (4 дюйма), изготавливавшийся из нержавеющей стали с обработкой поверхностей полированием, до малой шероховатости или до зеркального блеска (также был небольшой тираж с пескоструйной матовой обработкой). Щёчки были пластиковыми, полностью оборачивающими рукоятки, с выемкой под мизинец. В том же году был выпущен ещё один образец Special Lady с самовзводным УСМ только двойного действия (DAO — Double action only). Подобный револьвер изготавливался из нержавеющей стали с обработкой поверхностей полированием до зеркального блеска, на левой стороне ствола была надпись Colt Special Lady. Вариант не включается в общую модельную линию и является достаточно редким, поскольку его выпускали преимущественно для рекламы. В 1993—1995 годах появился ещё один вариант под общепринятым названием Bobbed Detective Special также с УСМ только двойного действия (DAO — Double action only). Курок у этого револьвера не имел головки для взведения пальцем (как альтернатива кожуху курка).

### Седьмая модель: Detective Special II (1997—1998)
В 1997 году на SHOT show появилась ещё одна, седьмая модель (англ. the seventh model) под названием DS-II (Detective Special II). Этот вариант был очень похож на SF-VI, но имел большее усилие спуска и также был приспособлен для стрельбы патронами +P. Выпускались варианты со стволами длиной 51 и 76 мм. Обработка поверхностей предусматривала воронение или хромирование, а также полирование в варианте из нержавеющей стали. Успешной заменой этот револьвер не стал, и в итоге его производство прекратилось в 1998 году: ориентированные на компактные образцы покупатели желали получить модель, приближенную к классическому.

### Восьмая модель: Magnum Carry (1998—2000)
Восьмая, последняя модель (англ. the eighth model) под названием Magnum Carry была анонсирована в 1998 году и начала производиться в 1999 году под патрон .357 Magnum. Рамку револьвера усилили в верхней части для использования мощного патрона, а для удобства удержания и лучшей контролируемости оружия её снабдили объемными деревянными щечками рукоятки с выемками под пальцы. Револьвер изготавливался из нержавеющей стали с обработкой поверхностей полированием, в матовом варианте, либо с зеркальным блеском. Однако его производство было прекращено в том же 1999 году, как и остальных револьверов компании (в том числе Colt Python).
Производство револьверов семейства Detective Special окончательно прекратилось в 2000 году. В настоящее время это оружие находится в различных частных коллекциях: наиболее высоко ценятся револьверы первой или второй модели, особенно выполненные в фирменном «королевском воронёном» покрытии от Colt. Считается, что с 1927 по 1995 годы было выпущено не более 450 тысяч экземпляров без учёта Colt Cobra и Colt Agent, созданных на базе Detective Special.

## Особенности револьвера

### Калибр и варианты отделки
Изначально револьвер выпускался в двух вариантах антикоррозийного покрытия: воронёном и никелевом. От никелевого (сталь с никелевым покрытием) во время производства четвёртой серии отказались в пользу производства нержавеющей стали. Во второй серии были разработаны револьверы под патроны типов .32 New Police, .38 New Police и .38 Special, но для всех серий единым патроном был именно .38 Special. Стандартный ствол был длиной два дюйма, хотя револьверы с трёхдюймовыми стволами выпускались в рамках второй и третьей серий.

### Патроны
Для револьверов Colt Detective Special была предусмотрена возможность стрельбы патронами повышенного давления (обозначаются +P или +P+), обладавшими большей мощью, однако это приводило к более быстрому износу оружия. Наиболее распространённым патроном повышенного давления считался .38 Special (варианты FBI Load и New York Load использовались ФБР полицейскими департаментами всех штатов). Из иных патронов повышенного давления, совместимых с револьверами Colt, выделялся тип .357 Magnum, созданный на базе типа .38-44 HV. Однако некоторые оружейные специалисты утверждали, что давление в патронах типа .38 Special со временем не изменилось и требования производитель ввёл только из-за риска возможных исков от пользователей в адрес компании. Институт производителей спортивного оружия и боеприпасов понизил давление в патронах в 1972 году.
В руководствах по использованию оружия производители не рекомендовали использование подобных патронов в револьверах, произведённых до 1972 года: оно превышало стандартные значения давления в канале ствола примерно на 10 %. Использование подобных патронов могло привести к разрушению револьвера. В отношении более поздних моделей, начиная с пятой, разрешалось применение подобных патронов, однако с интервалами в каждые 3 тысячи выстрелов требовалось проводить регулярную экспертизу технического состояния оружия на предмет повреждений и выработки ресурса. Для тренировок в стрельбе рекомендовалось использовать стандартные боеприпасы, при ношении — эффективные мощные патроны +P.

## Оценка
Colt Detective Special, классифицирующийся как короткоствольный револьвер и называвшийся «курносым» (англ. snubnosed), обрёл популярность как служебное оружие сотрудников полиции, частных детективов и телохранителей, а также как гражданское оружие. Среди его основных преимуществ были возможность спрятать револьвер и при необходимости открыть огонь без снятия с каких-то предохранителей. Его рамка была легче по сравнению с Colt Official Police и Smith & Wesson Model 10, но крупнее по габаритам, чем у смит-вессоновских Model 36, Model 38 или Model 42 (семейство K-рамки). По данным производителя, усилие спуска при стрельбе самовзводом составляло от 4 до 6 кг, в режиме одинарного действия — от 1,8 до 2 кг.
Среди достоинств револьвера выделялись барабан на шесть патронов (у модели Smith and Wesson Airweight был барабан на пять патронов), небольшой вес оружия, плавность спуска (ровный и короткий ход спускового крючка), удобная рукоятка и полированный воронёный металл. Джон Фитцджеральд в 1930 году писал, что двухдюймовый ствол снижает вес и заметность оружия, а также позволяет не зацепиться им за предметы при выхватывании (например, за руль автомобиля или за одежду) и обеспечивает эффективность стрельбы из данного револьвера на «пистолетной» дистанции. При стрельбе с упора на 14 м диаметр лучшей группы попаданий составлял 45 мм, при стрельбе на 6 м — 20 мм; при стрельбе с рук с предварительно взведённым курком на 14 м получалась группа попаданий с диаметром до 50 мм, при стрельбе с той же дистанции самовзводом — до 70 мм. Из недостатков выделяются сниженная начальная скорость полёта пули из-за короткого ствола и невысокое качество патронов. Множество частных фирм предлагает владельцам револьвера дополнительные аксессуары — специальные кобуры, захваты и клипсы для патронов, щёчки на рукоятки и чехол для курка, который позволяет извлекать револьвер без риска зацепиться курком за что-либо.

## Страны-эксплуатанты

### США
Сотрудники полицейских управлений штатов США (в том числе люди в «штатском»), агенты ФБР под прикрытием и частные детективы в разное время использовали Detective Special в качестве табельного оружия, поскольку его можно было спрятать под пальто и пиджаком, вместо того чтобы носить открыто в стандартной кобуре. Револьвер продавался в качестве оружия для самообороны обычным гражданам, а также использовался как спортивное оружие. В 1930-е годы мастер по стрельбе из револьверов Эд Макгиверн разработал систему тренировок для стрельбы из короткоствольных револьверов, чтобы поражать противника на короткой дистанции: эти курсы стали обязательными для сотрудников ФБР. Департамент полиции Нью-Йорка использовал Colt Detective Special достаточно долго, пока от револьверов не отказались в пользу карманных пистолетов Glock 26, Glock 27 и Kahr K9 (бум на самозарядные пистолеты пришёлся в 1970-е годы). Несмотря на отказ полиции от использования револьверов, оружие остаётся популярным среди гражданского населения.
Один такой револьвер под серийным номером 505844 (никелированный, 1924 года выпуска, под патрон .38 Army Special) принадлежал известной грабительнице Бонни Паркер, которая приматывала его скотчем к бедру. После гибели Бонни револьвер был продан на первом аукционе за 11 400 долларов США, а в 2012 году он был продан на аукционе за 264 тысячи долларов США покупателю, пожелавшему остаться неизвестным. Ещё один револьвер под серийным номером 418162 был выдан 9 октября 1934 года известному лётчику Чарльзу Линдбергу во время расследования похищения и убийства его сына. Также известен экземпляр типа «пятая модель» под названием «Vampire Exterminator Gun» (с англ. — «Истребитель вампиров»), выполненный в духе декораций к экранизациям готических романов. Его отделку выполнил мастер Леонард Франколини из компании Colt в 1975 году, а мастером Джеффри Брундиджем из Миссури была создана шкатулка из чёрного дерева с вельветовой обивкой кровавого красного цвета. В шкатулку помещались шесть серебряных пуль .38 Special, расставленные в форме креста; бутылочка с надписью «святая вода», шомпол с рукоятью из чёрного дерева, стилизованный под осиновый кол, а также зеркало в виде крышки гроба. Подобный «вампирский» экземпляр с акссессуарами был продан на аукционе Butterfield & Butterfield в Сан-Франциско.

### Другие страны
- Гонконг: долгое время был на вооружении подразделений по борьбе против преступности в гонконгской полиции наравне с Smith & Wesson Model 10, позже был заменён на SIG Sauer P250[англ.][10].
- Франция: револьвер Colt Detective Special использовался с 1975 по 1988 годы сотрудниками французской таможни[англ.] вместо устаревших пистолетов FN Model 1910/22 и MAB модель D. Позже их заменили на револьверы Smith & Wesson (преимущественно Model 13), пистолеты и револьверы производства компании Manurhin[англ.] и новые SPC 2022 (с 2005 года)[10].
- Япония: состоял на вооружении военной полиции Сил самообороны Японии под названием револьвер калибра 9,65 мм, как и пистолет M1911 под названием пистолет калибра 11,4 мм; позже заменён на SIG Sauer P220 (выпускается в Японии под названием Minebea P9), но остался на вооружении полиции Японии в некоторых префектурах (в том числе токийской полиции[англ.])[60][10].

## В культуре
На протяжении 30-х и 40-х годов XX века Colt Detective Special был одним из самых популярных и уважаемых револьверов скрытого ношения. Много его единиц использовалось в качестве реквизита в многочисленных кинофильмах, снятых в жанре классического нуара: примерами являются фильмы «Город для завоевания» 1940 года (оружие героя Бена Уэлдена), «Белая горячка» 1949 года (оружие героя Стива Кокрана) и «Глубокий сон» (оружие героя Джона Риджли). Подобное оружие также носили герои, которых играли Хэмфри Богарт, Джон Уэйн и Джек Уэбб.
Также его можно увидеть в более современных фильмах наподобие «Секреты Лос-Анджелеса», «Внезапный удар», «Неприкасаемые» (герой Кевина Костнера), «Полицейский из Беверли-Хиллз», «Французский связной», «Остров проклятых» и «Джокер», и в менее затратных телевизионных фильмах, среди которых выделяются «Мэнникс», «Ангелы Чарли», «Кэннон», «Гавайи 5-O», «Захватчики» и «Миссия невыполнима». Из компьютерных игр, где встречается подобное оружие, можно выделить Mafia: The City of Lost Heaven (личное оружие Томаса Анджело, протагониста игры), The Godfather: The Game и L.A. Noire; также оружие можно увидеть в манге «Gunsmith Cats».